# Национальный медицинский исследовательский центр акушерства, гинекологии и перинатологии имени академика В. И. Кулакова
Национальный медицинский исследовательский центр акушерства, гинекологии и перинатологии имени академика В. И. Кулакова Министерства здравоохранения Российской Федерации — российское лечебное, научно-исследовательское и образовательное учреждение. Является ведущим учреждением России, занимающимся вопросами акушерства, гинекологии и перинатологии. Находится в Москве (улица Академика Опарина, 4).

## История
В 1944 году в Москве был основан Всесоюзный научно-исследовательский институт акушерства и гинекологии Министерства здравоохранения СССР (улица Еланского, 2). В 1979 году на его базе был создан Научный центр акушерства, гинекологии и перинатологии. С 2008 года носит имя академика Владимира Ивановича Кулакова (1937—2007), руководившего Центром на протяжении 22 лет.

## Описание
Здание Центра было построено в 1979 году, авторами проекта являются архитекторы Л. Б. Карлик и А. П. Дмитриева. Территория Центра составляет 8,28 га, его площадь — 39 986 м².
В комплекс Центра входят клинические и научно-исследовательские подразделения, лаборатории, база для экспериментов, учебный центр, организационно-методический отдел, медицинская библиотека, административно-хозяйственная часть, второстепенные службы. Всего в Центре функционируют 53 подразделения и 17 лабораторий, в которых работают около 2200 сотрудников, в том числе 3 академика РАН, 2 члена-корреспондента РАН, 78 докторов наук, 236 кандидатов наук и 29 профессоров.
Ежегодно стационарную и амбулаторную помощь в Центре получают более 140 тысяч человек.
В Центре ведутся научно-исследовательские, лечебно-профилактические, организационно-методические работы, а также оказывается научно-методическая помощь институтам и кафедрам акушерства и гинекологии, подготовка научных сотрудников и повышение квалификации врачей акушеров-гинекологов, неонатологов, анестезиологов, терапевтов, практикующих в учреждениях акушерско-гинекологического профиля. Среди направлений исследований: сохранение и восстановление репродуктивной функции женщины, беременность и роды высокого риска, внутриутробные инфекции, критические состояния у новорождённых, пренатальная диагностика, эфферентные методы в акушерстве и гинекологии, эндоскопия, лазеротерапия, криовоздействие, электрокоагуляция, контрацепция.
На базе Центра работает кафедра акушерства, гинекологии и перинатологии факультета последипломного профессионального образования врачей Московской медицинской академии им. И. М. Сеченова.
А также симуляционно-тренинговый центр с тремя учебными зонами (тренинг-класс + дебрифинг зал) по акушерству, неонатологии, анестезиологии и реанимации. Международные обучающие программы: 20 стран, 62 семинара. Более 5000 обучившихся за 2011—2017 гг.